# Cetra

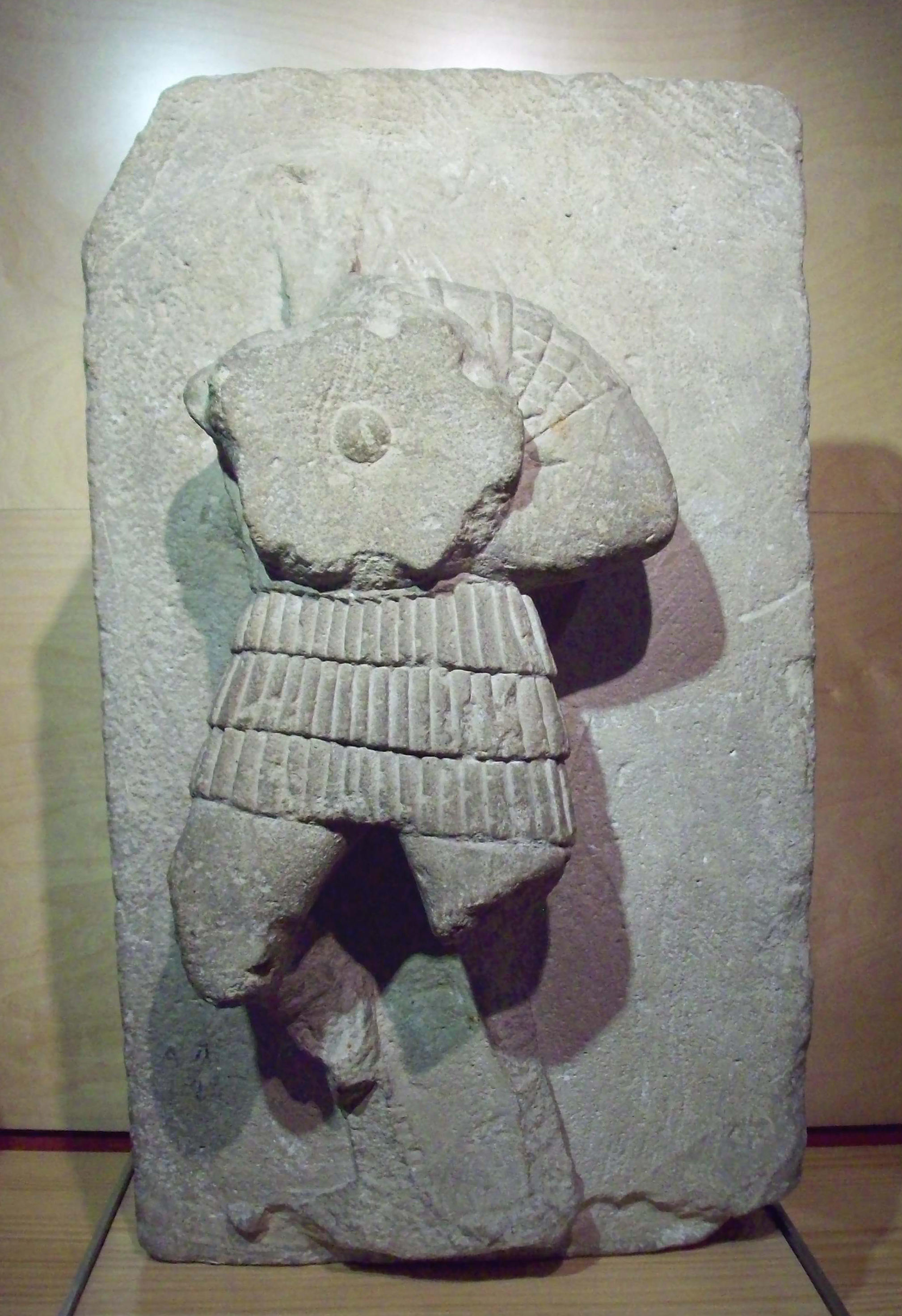
Altrelleu procedent d'Osuna (Sevilla) que mostra un guerrer iber amb cetra (Segle II aC o I aC M.A.N.)

La cetra (llatí: cætra; grec: καίτρεα) era l'escut típic d'Ibèria. De forma rodona, amb unes dimensions que oscil·laven entre els 50 i 70 centímetres de diàmetre, estava fabricada en cuir o en fusta folrada de pell i constituïa una protecció apta pel combat en formació o en guerrilla.
Va ser utilitzat des de l'edat de bronze, sobretot al Sud-oest de la península Ibèrica. A les representacions apareixen aquests escuts amb una embraçadura central i, en alguns casos, com una sèrie de cercles concèntrics. Aquesta doble característica apareix en un dels més antics monuments ibèrics coneguts amb figures humanes, el conjunt escultòric de Porcuna a Jaén, de mitjan segle v aC. Se'n troben també al Museu de Prehistòria de València on s'exposa la coneguda escultura de bronze d'un cavaller «El genet de la Bastida» així com la del «Genet a cavall» del Museu d'Arqueologia de Catalunya.
Probablement, es tracta d'una sèrie de discos de cuir de diferent diàmetre encolats entre si i atapeïts contra un motlle per crear la concavitat central que permetia col·locar una embraçadura senzilla. A més portaven una corretja subjecta a dues anelles mòbils per penjar l'arma de l'home durant la marxa o per enrotllar-la entorn del canell en combat.
Al costat dels escuts de cuir existien uns altres de fusta, decorats a l'exterior amb grans tatxes de bronze repujat, làmines fines que no afegeixen amb prou feines protecció ni arriben a la vora de l'escut, però que resultarien imponents. Aquestes decoracions apareixen en tota la Península des del segle v aC. Òbviament l'escut de cuir era massa lleuger i els de fusta eren els més utilitzats, almenys des del segle iv aC, segons mostren els arqueòlegs.
En morir el guerrer, l'escut cremava a la pira funerària, però gràcies a l'estudi de les manilles tenim una idea bastant precisa de les característiques de la cetra.

Que tenia alguna singularitat ho prova Titus Livi en parlar de les tropes hispanes. Tant en anar a Cartago com en passar a Itàlia, diu que anaven cetrats i fins usa aquest adjectiu sustantivitzat com a denominació. Cèsar també assegura que Luci Afrani i Marc Petrei, a la Segona Guerra Civil romana, portaven cohorts d'infanteria hispana cetrada, és a dir, amb escut especial. Servi Maure Honorat explica que la cetra és un escut fet de peces de cuir sense cap fusta i usat pels hispans. Isidor de Sevilla, que escrivia la seva obra Etymologiae, passada ja la dominació romana, encara cita la cetra com a feta solament de cuir, sense fusta:
| « | cetra, scutum loreum, sine ligno quo utuntur Afri et Mauri. | » |

De llavors ençà la cetra ja va prendre el nom àrab d'adarga. Així ho creu Ambrosio de Morales (Crónica, lib. 8. cap. 23.) en dir:
| « | Cetra era vocable antic espanyol, així que significaven l'escut de cuir, com ara és l'Adarga. | » |

Els romans no van utilitzar mai la cetra; en canvi els grecs i macedonis utilitzaven un escut petit i lleuger de nom pleta, força similar.